# Mühlenau (Husum)
|  | Per a altres significats, vegeu «Mühlenau». |

El Mühlenau (en danès Husum Mølleå) és un petit riu que neix al poble d'Oster-Ohrstedt a l'estat de Slesvig-Holstein (Alemanya), passa per Mildstedt i desemboca via un llarg estuari anomenat Husumer Au al Mar de Wadden al municipi de Husum.
Tot i que desemboca directament al mar, administrativament està catalogada a la conca de l'Eider. Fa uns mil anys, la línia de la costa es trobava al costat del geest de Husum. El Mühlenau desemboca al corrent marítim Heverstroom (que per la marea canvia dues vegades per dia de direcció, aquest corrent, ans al contrari del Mühlenau que té un cabal restringit, era prou fort per esbandir un priel o canal natural i la construcció d'un port a Husum a l'edat mitjana.
Per l'al·luvió natural, accelerat per obres de pòlderització, la costa i la desembocadura van desplaçar-se uns quants centenars de metres vers l'oest. La construcció d'un dic (1906) connectant l'illa de Nordstrand amb la terra ferma va desviar totalment el Heverstroom i accelerar l'enllotament de la desembocadura del Mühlenau i del port. Si antigament el corrent marítim esbandia el canal, avui, el port de Husum només queda accessible mitjançant obres de dragatge conseqüents. Amarea baixa, el port queda sec, tret del petit rec poc pregon del Mühlenau.
En el seu curs mitjà a Mildstedt un tram d'uns 1,5 km va ser renaturalitzat i una superfície de 30 ha als marges va estret
 d'ús agrícola en el qual el paisatge típic de bosc riberenc Auwald pot desenvolupar-se. Llevat dels efectes benefiàris per la biodiversitat, la restructuració i la presència de zones inundables protegeix la ciutat d'Husum contra l'aigua alta. L'antic pantà del molí hi va ser transformat in parc d'experiències naturals (Naturerlebnisraum) al qual els nens poden experimentar amb les forces hidràuliques.

## Afluents
- Wittbek

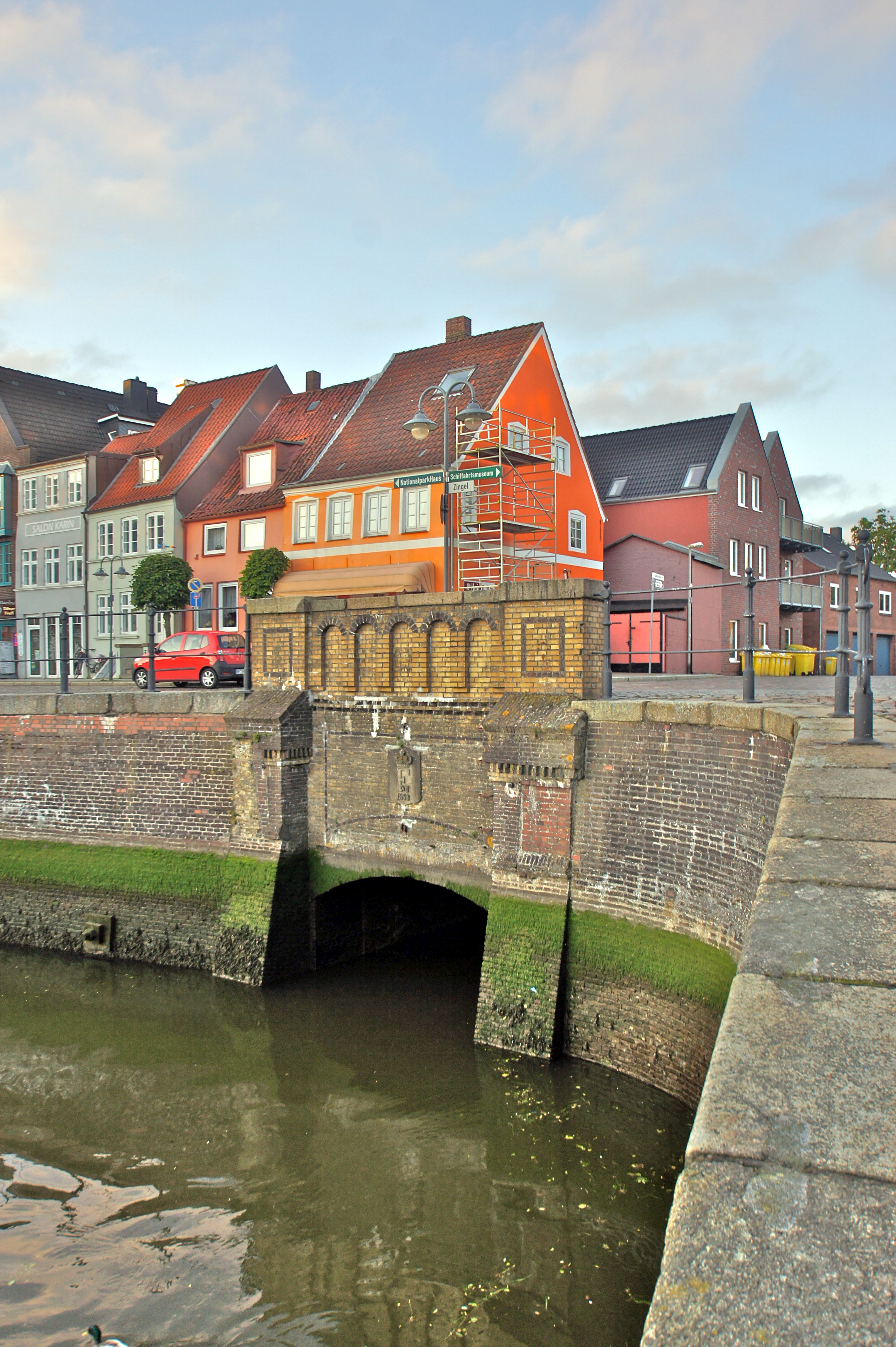
Resclosa de desguàs al Husumer Au
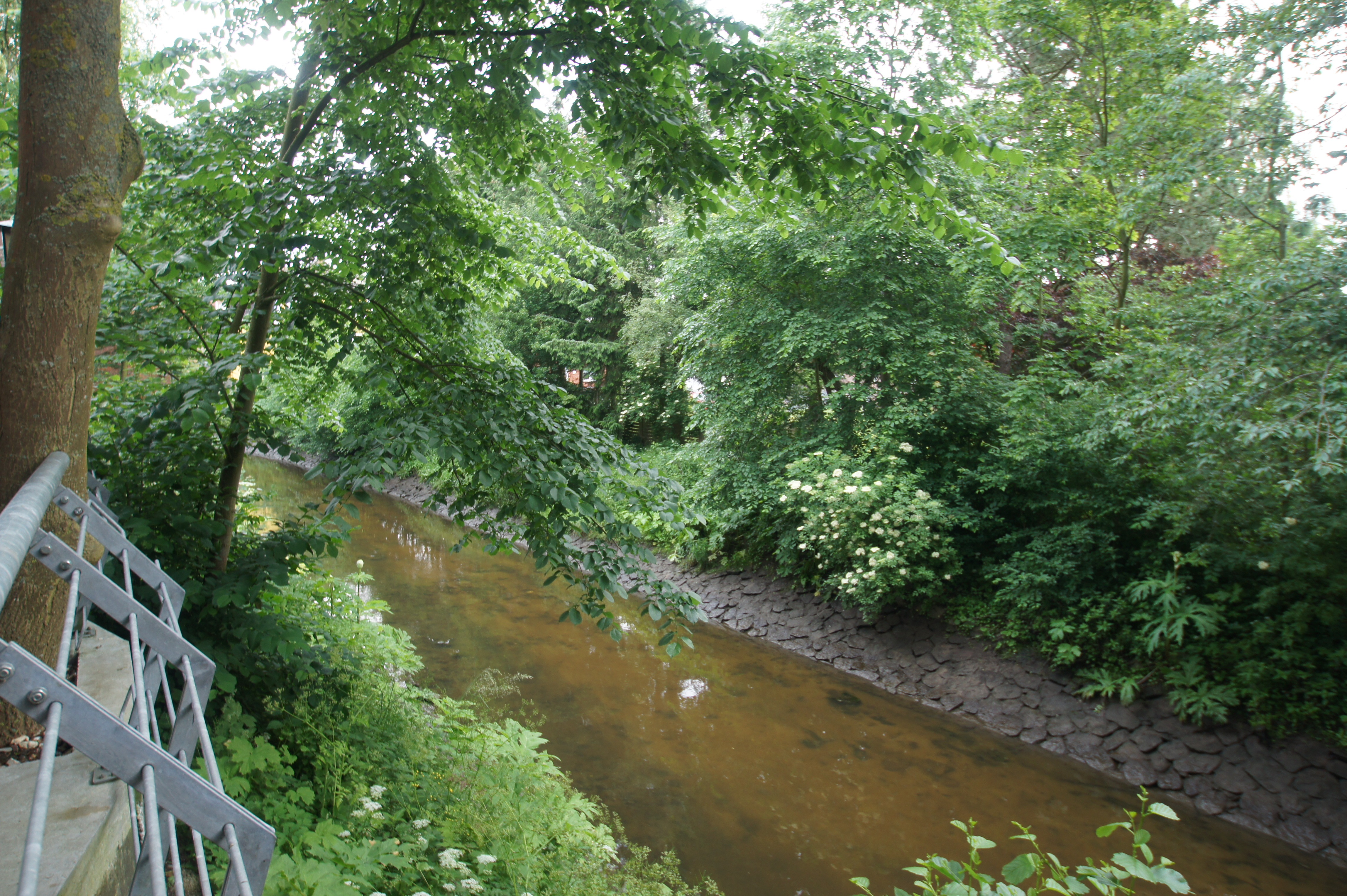
El riu darrere del carrer Zingel